# Lisbon (Illinois)
Lisbon è un villaggio degli Stati Uniti d'America, situato nello Stato dell'Illinois, nella contea di Kendall.